# FC Córdoba
Der Córdoba Club de Fútbol, im deutschsprachigen Raum bekannt als FC Córdoba, ist ein spanischer Fußballverein, der in Córdoba in der Provinz Andalusien beheimatet ist. Der 1954 gegründete Verein trägt seine Heimspiele im Estadio Nuevo Arcángel aus, das eine Kapazität von 21.822 Sitzplätzen hat. Der Club spielte neun Jahre lang in der Primera División und spielt derzeit in der drittklassigen Primera Federación.

## Geschichte
Der FC Córdoba entstand 1954, als die beiden in Córdoba ansässigen Drittligisten Club Deportivo San Álvaro und Real Club Deportivo Córdoba am 6. August fusionierten. In der ersten Saison des neugebildeten Vereins 1954/55 landete man im Mittelfeld, bevor Córdoba 1955/56 als Meister in die Segunda División aufstieg. In der ersten Zweitligasaison 1956/57 stellte man mit 96 Toren den besten Angriff der Liga, spielte um den Aufstieg mit und beendete die Spielzeit als Vierter. Nach zwei weniger erfolgreichen Spielzeiten belegte Córdoba 1959/60 den zweiten Platz und spielte damit in der Relegation gegen den Erstligisten Real Sociedad um den Aufstieg in die Primera División. Da die ersten beiden Spiele keine Entscheidung brachten, wurde ein Entscheidungsspiel im Estadio Santiago Bernabéu, das Real Sociedad mit 2:1 für sich entschied. Allerdings gelang Córdoba zwei Jahre später als Meister in der Saison 1961/62 erstmals der Aufstieg ins spanische Oberhaus. Dabei war man seit dem neunten Spieltag durchgehend Tabellenführer, konnte sich den Aufstieg aber erst am letzten Spieltag mit einem Sieg über Recreativo de Huelva sichern. Aufstiegstrainer war Roque Olsen.
Die erste Saison in der Primera División beendete der Verein als Zwölfter. Mit dem Verteidiger José Mingorance wurde 1963 der erste Spieler von Córdoba in die spanische Fußballnationalmannschaft berufen. In der Saison 1963/64 konnte der Verein sich erst mit einem 4:0 am letzten Spieltag gegen Levante UD den Klassenerhalt sichern. Der Sieg wurde allerdings von einem schweren Unfall überschattet. Einer der Busse, die die Fans ins Stadion brachten, stürzte in den Guadalquivir, wobei elf Menschen ums Leben kamen. Im darauffolgenden Jahr, in dem der erfolgreiche Torhüter Miguel Reina erstmals zum Einsatz kam, gelang Córdoba das beste Saisonresultat der Vereinsgeschichte, als man die Primera División 1964/65 mit Trainer Ignacio Eizaguirre als Fünfter beendete. Dabei war der Verein vor allem im heimischen Stadion erfolgreich und konnte nur drei Heimspiele nicht gewinnen, die mit torlosen Unentschieden endeten. Zudem kassierte man zuhause lediglich zwei Gegentore bei Siegen gegen Espanyol Barcelona und Real Zaragoza.
Die folgende Saison beendete man als Elfter, in der Saison 1966/67 gelang das beste Vereinsresultat im spanischen Pokal, der heutigen Copa del Rey. In der Copa del Generalísimo 1966/67 erreichte Córdoba das Halbfinale, in dem man an Atlético Bilbao scheiterte. In der Liga kämpfte man weiter um den Klassenerhalt, nach einem 13. Platz in der Saison 1967/68 musste man in die Relegation, setzte sich dort aber mit 3:0 und 3:1 gegen Calvo Sotelo Puertollano CF durch. Im Jahr darauf stieg man allerdings als Tabellenletzter nach sieben Jahren Erstligazugehörigkeit wieder in die Segunda División ab.
Nachdem man zunächst als Fünfter den direkten Wiederaufstieg verpasst hatte, profitierte man 1970/71 von der Aufstockung der Primera División von 16 auf 18 Vereine und schaffte als Vierter die Rückkehr ins spanische Oberhaus, in dem man sich aber nicht wieder etablieren konnte. Bereits zwei Spieltage vor Ende der Saison 1971/72 stand Córdoba als Absteiger fest. Die beiden folgenden Jahre verliefen enttäuschend, als Dreizehnter musste man zweimal in der Relegation um den Klassenerhalt spielen, konnte sich aber gegen den Girona FC und die AD Almería durchsetzen. In der Saison 1974/75 verfehlte Córdoba als Vierter nur knapp den Wiederaufstieg. Anschließend jedoch hielt man 1976/77 als Fünfzehnter nur knapp die Liga und stieg 1977/78 als Achtzehnter in die drittklassige Segunda División B ab.
Daraufhin wurde man 1978/79 als Siebzehnter fast in die viertklassige Tercera División durchgereicht, schaffte aber nach drei Jahren in der Drittklassigkeit den Wiederaufstieg in die zweite Liga. Nach zwei Spielzeiten in der Segunda División stieg Córdoba in der 1982/83 wieder ab. Daraufhin folgte 1983/84 der Absturz in die vierte Liga, aus der man aber die sofortige Rückkehr in die Segunda División B schaffte. Anschließend spielte man 14 Jahre lang in der dritten Liga, nur 1990/91 schaffte man Córdoba es in die Aufstiegsrelegation, konnte sich dort aber nicht durchsetzen. Am 7. November 1993 wurde das neue Stadion Estadio Nuevo Arcángel, zunächst mit einer Kapazität von 15.000 Zuschauern, bei einem Spiel gegen Recreativo de Huelva eingeweiht. In der Saison 1994/95 belegte Córdoba den ersten Platz in seiner Gruppe der Segunda División B, scheiterte aber in den Aufstiegsspielen, für die man sich auch in den folgenden beiden Jahren qualifizierte und wiederum den Aufstieg verpasste. Die Rückkehr in die Segunda División gelang schließlich 1998/99, als man Dritter wurde und sich in den Aufstiegsspielen gegen den Cartagonova FC, Racing de Ferrol und Cultural Leonesa durchsetzte.
In der Segunda División spielte man von 1999 bis 2005 vorwiegend gegen den Abstieg, größter Erfolg in dieser Zeit war das Erreichen des Viertelfinales in der Copa del Rey 2001/02. In der Saison 2004/05 stieg Córdoba in die dritte Liga ab, schaffte aber zwei Spielzeiten später die Rückkehr, nachdem man sich in den Aufstiegsspielen aufgrund der Auswärtstorregel den Pontevedra CF besiegt hatte und anschließend die SD Huesca besiegte. In der Segunda División 2007/08 hielt man nur knapp die Liga und belegte den ersten Nichtabstiegsplatz und profitierte dabei von einem verschossenen Elfmeter des FC Cádiz, der dadurch hinter Córdoba blieb und abstieg. In der Saison 2011/12 qualifizierte Córdoba sich als Sechster für die Aufstiegsspiele, schied aber in der ersten Runde gegen Real Valladolid aus. Erfolgreicher war man zwei Jahre später, als man 2013/14 als Siebter in die Play-offs einzog und nach einem Sieg über UD Las Palmas den dritten Aufstieg in die Primera División feiern konnte. Córdoba stieg 2014/15 als Tabellenletzter sofort wieder ab. 2015/16 hatte man in den Aufstiegsspielen die Chance zur direkten Rückkehr in die erste Liga, scheiterte aber am FC Girona.
Nach der Saison 2018/19 stieg Córdoba wieder in die Drittklassigkeit ab. Infolge der Ligenreform nach der Saison 2020/21 folgte der Sturz in die Viertklassigkeit, womit zum ersten Mal seit Córdobas Abstieg in die Tercera División 1984/85 kein Verein aus der Stadt in den ersten drei Ligen vertreten war. Als Erster der Segunda División RFEF stieg der Verein zur Saison 2021/22 in die Primera División RFEF, der dritthöchsten Liga auf.

## Statistiken
| Saison  | Liga             | Platz | Copa del Rey       |
| ------- | ---------------- | ----- | ------------------ |
| 1954/55 | Tercera División | 4.    | nicht qualifiziert |
| 1955/56 | Tercera División | 1.    | nicht qualifiziert |
| 1956/57 | Segunda División | 4.    | nicht qualifiziert |
| 1957/58 | Segunda División | 11.   | nicht qualifiziert |
| 1958/59 | Segunda División | 8.    | Sechzehntelfinale  |
| 1959/60 | Segunda División | 2.    | Achtelfinale       |
| 1960/61 | Segunda División | 9.    | Sechzehntelfinale  |
| 1961/62 | Segunda División | 1.    | Vorrunde           |
| 1962/63 | Primera División | 12.   | Achtelfinale       |
| 1963/64 | Primera División | 11.   | Achtelfinale       |
| 1964/65 | Primera División | 5.    | Achtelfinale       |
| 1965/66 | Primera División | 11.   | Achtelfinale       |
| 1966/67 | Primera División | 12.   | Halbfinale         |
| 1967/68 | Primera División | 13.   | Sechzehntelfinale  |
| 1968/69 | Primera División | 16.   | Achtelfinale       |
| 1969/70 | Segunda División | 5.    | Sechzehntelfinale  |
| 1970/71 | Segunda División | 4.    | 3. Runde           |
| 1971/72 | Primera División | 17.   | 4. Runde           |
| 1972/73 | Segunda División | 13.   | 3. Runde           |
| 1973/74 | Segunda División | 13.   | 4. Runde           |
| 1974/75 | Segunda División | 4.    | 4. Runde           |
| 1975/76 | Segunda División | 8.    | 1. Runde           |
| 1976/77 | Segunda División | 15.   | 4. Runde           |

| Saison    | Liga               | Platz | Copa del Rey       |
| --------- | ------------------ | ----- | ------------------ |
| 1977/78   | Segunda División   | 18.   | 4. Runde           |
| 1978/79   | Segunda División B | 17.   | 3. Runde           |
| 1979/80   | Segunda División B | 7.    | 2. Runde           |
| 1980/81   | Segunda División B | 2.    | 1. Runde           |
| 1981/82   | Segunda División   | 13.   | 2. Runde           |
| 1982/83   | Segunda División   | 20.   | 1. Runde           |
| 1983/84   | Segunda División B | 19.   | 1. Runde           |
| 1984/85   | Tercera División   | 2.    | nicht qualifiziert |
| 1985/86   | Segunda División B | 3.    | 1. Runde           |
| 1986/87   | Segunda División B | 9.    | 1. Runde           |
| 1987/88   | Segunda División B | 5.    | 4. Runde           |
| 1988/89   | Segunda División B | 13.   | 3. Runde           |
| 1989/90   | Segunda División B | 12.   | nicht qualifiziert |
| 1990/91   | Segunda División B | 3.    | 3. Runde           |
| 1991/92   | Segunda División B | 11.   | 3. Runde           |
| 1992/93   | Segunda División B | 9.    | 4. Runde           |
| 1993/94   | Segunda División B | 7.    | 3. Runde           |
| 1994/95   | Segunda División B | 1.    | 2. Runde           |
| 1995/96   | Segunda División B | 4.    | 2. Runde           |
| 1996/97   | Segunda División B | 1.    | 1. Runde           |
| 1997/98   | Segunda División B | 6.    | 1. Runde           |
| 1998/99   | Segunda División B | 3.    | nicht qualifiziert |
| 1999/2000 | Segunda División   | 12.   | 2. Runde           |

| Saison  | Liga                  | Platz | Copa del Rey  |
| ------- | --------------------- | ----- | ------------- |
| 2009/01 | Segunda División      | 12.   | 2. Runde      |
| 2001/02 | Segunda División      | 13.   | Viertelfinale |
| 2002/03 | Segunda División      | 15.   | 2. Runde      |
| 2003/04 | Segunda División      | 16.   | 2. Runde      |
| 2004/05 | Segunda División      | 19.   | 3. Runde      |
| 2005/06 | Segunda División B    | 6.    | 2. Runde      |
| 2006/07 | Segunda División B    | 4.    | 1. Runde      |
| 2007/08 | Segunda División      | 18.   | 2. Runde      |
| 2008/09 | Segunda División      | 13.   | 2. Runde      |
| 2009/10 | Segunda División      | 10.   | 3. Runde      |
| 2010/11 | Segunda División      | 16.   | Achtelfinale  |
| 2011/12 | Segunda División      | 6.    | Achtelfinale  |
| 2012/13 | Segunda División      | 14.   | Achtelfinale  |
| 2013/14 | Segunda División      | 7.    | 2. Runde      |
| 2014/15 | Primera División      | 20.   | 4. Runde      |
| 2015/16 | Segunda División      | 5.    | 2. Runde      |
| 2016/17 | Segunda División      | 10.   | Achtelfinale  |
| 2017/18 | Segunda División      | 16.   | 3. Runde      |
| 2018/19 | Segunda División      | 21.   | 4. Runde      |
| 2019/20 | Segunda División B    | 5.    | 1. Runde      |
| 2020/21 | Segunda División B    | 5.    | 3. Runde      |
| 2021/22 | Segunda División RFEF | 1.    | 1. Runde      |
| 2022/23 | Primera Federación    | 9.    | 1. Runde      |

## Spieler
- Fernando Cáceres
- José Carlos Fernández
- Mariano Fernández
- Sebastián Ariel Romero
- Javier Villarreal
- Junior
- Cléber
- Fabão
- Florin Andone
- Dennis Șerban
- Heuyot Tobit
- Mate Bilić
- Janne Hietanen
- Emmanuel Dorado
- Gábor Bukrán
- Alessandro Pierini
- Adil Ramzi
- Dante López
- Caseiro
- Hugo Filipe
- Oleg Salenko
- Manuel Sanchís
- Fredrik Söderström
- Christer George
- Nicolás Olivera
- Leopoldo Jimenez

## Trainer
- László Kubala (1968–1969)
- Zdravko Rajkov (1981–1983)
- Mariano García Remón (2001–2002)

## Frauenfußball
Im Jahr 2018 übernahm der FC Córdoba den Verein Asociación Deportiva El Naranjo, der fortan die Frauenfußballabteilung des Clubs bilden sollte.